# Свята Колумбії
В Колумбії є два типи офіційних свят: релігійні свята та громадські свята. Інші свята, такі як карнавали, фестивалі та ярмарки, є місцевими або національними вечірками. Всі ці святкові дні є вихідними.

## Офіційні святаКолумбії
| Дата       | Свято                                          | Оригінальна назва                           | Примітки                                  |
| ---------- | ---------------------------------------------- | ------------------------------------------- | ----------------------------------------- |
| 1 січня    | Новий рік                                      | Año Nuevo                                   |                                           |
| 6 січня    | Хрещення                                       | Día de los Reyes Magos                      |                                           |
| 19 березня | День Святого Йосипа (Жозефа)                   | Día de San José                             |                                           |
| 20 квітня  | Великий четвер                                 | Jueves Santo                                |                                           |
| 21 квітня  | Страсна п'ятниця                               | Viernes Santo                               |                                           |
| 1 травня   | День праці                                     | Primero de Mayo                             |                                           |
| 13 травня  | День Святої Марії                              |                                             |                                           |
| 1 червня   | Вознесіння                                     | Ascensión del señor                         |                                           |
| 22 червня  | Свято Тіла і Крові Христових                   | Corpus Christi                              |                                           |
| 29 червня  | День Святих Петра і Павла                      | San Pedro y San Pablo                       |                                           |
| 20 липня   | День Незалежності                              | Declaración de la Independencia de Colombia |                                           |
| 7 серпня   | Річниця перемоги при Бояка                     | Batalla de Boyacá                           | Війна за незалежність Іспанських колоній. |
| 15 серпня  | Успіння Пресвятої Богородиці                   | Asunción de la Virgen                       |                                           |
| 20 вересня | День дружби                                    |                                             |                                           |
| 8 грудня   | Свято Непорочного зачаття Пресвятої Діви Марії | Inmaculada Concepción                       |                                           |
| 25 грудня  | Різдво Христове                                | Navidad                                     |                                           |

## Фестивалі
- Фестиваль вогнів Вілья де Лейва.
- Міжнародний фестиваль культури Бояча.
- Свято Вірмен-дель-Кармен та гірничодобувної промисловості, що проводиться в Сеговії (Антиокія), відзначається в липні місяці.
- Фестиваль амазонської культури «Мрії Бодокеро» святкується в Морелію (Caquetá) у вихідні другого тижня серпня.
- Національний фестиваль колумбійської музики та національний конкурс дуетів. Князі пісні: святкували в березні в Ібаге.
- Фестиваль колумбійської музики Mono Núñez: Відзначається у Валье-дель-Каука другого тижня червня.
- Фестиваль «Франциско Чоловік»: святкується в Ріохачі.
- Фестиваль Валентата Легенда: відзначається у Валледупарі.
- Національний ярмарок тваринництва: відбулася в Монтереї в червні.
- Інті Рамі — Манісалес 21 червня. На честь цього тисячолітнього святкування, яке проводиться в місті з 2009 року, він об'єднує всі корінні громади студентів університету, які проживають у місті. Організовується посланцями фонду сонця.
- Міжнародний фестиваль балету в Калі: відбувається на початку червня, організатор INCOLBALLET.
- Музичний фестиваль «Петроніо Альварес» в Калі: відбувається в серпні.
- Світовий фестиваль сальси в Калі: святкується у вересні.
- Національний сільськогосподарський ярмарок: проходить у Пальмірі в жовтні.
- Фестиваль повернення: святкується у Acacias Meta у жовтні.
- Національний конкурс Bamboo Luis Carlos González: відбувається в Перейрі між 31 жовтня та 2 листопада.
- День поліції.
- Свято врожаю: святкується в Перейрі в серпні.
- Фестиваль річки Магдалина  в Нейві: святкується в жовтні.
- Чемпіонат Світу з Родео: відзначається в Тулуа, Валле-дель-Каука, в жовтні.
- San Pedro in Caquetá: святкується у Флоренсії (Какета) в червні.
- Фестиваль популярної музики з Амазонки Pirarucú de Oro: відбувається в Летісії, що об'єднує культуру трьох держав, які поділяють річку Амазонка: Колумбія, Бразилія та Перу.
- Фестиваль Колоно-де-Оро: відзначається в трьох департаментах Сакета, Путумайо і Амазан.
- Кайт-фестиваль: святкується у Віллі де Лейва Бояча.
- Фестиваль культури Wayuú: відбувається у муніципалітеті Урібія, в Ла Гуайра.
- Міжнародний фольклорний фестиваль Сан-Мартін-де-лос-Льянос: святкується в муніципалітеті Сан Мартін, Metá.
- Міжнародний фестиваль поезії: відзначається щорічно в липні місяці в Медельїні.

## Карнавали
- Карнавал Чорношкірих та Білих (ісп. Carnaval de Negros y Blancos): святкується в Наріньйо, переважно в Пасто, з 2 по 7 січня. Затверджений ЮНЕСКО як нематеріальна спадщина людства.
- Карнавал Ріосіо (ісп. Carnaval de Riosucio): відзначається в Ріосіо, Кальдас, між першою п'ятницею та першою середою січня, кожні два непарні роки. Затверджений як нематеріальна спадщина нації за даними ЮНЕСКО.
- Карнавал Барранкілья (ісп. Carnaval de Barranquilla): відзначається у лютому або на початку березня. Задекларована культурна спадщина людства за даними ЮНЕСКО[4].
- Карнавал дель Фуего (ісп. Carnaval del Fuego): святкується в Тумако, Наріньйо.
- Карнавал Колумбійського Сходу (ісп. Carnaval del Oriente Colombiano): відзначається в Малага.

## Ярмарки
- Ярмарок Сан-Ніколас де Чанакота: відзначається у Чинакоті в серпні.
- Ярмарок Калі: відзначається в Сантьяго-де-Калі з 25 по 30 грудня.
- Ярмарок Манісалес: відзначається в Манісалесі в січні.
- Квітковий ярмарок: відзначається в Медельїні в серпні.
- Виставка-ярмарок Тулуа: відзначається у Тулуа, Валье-дель-Каука, в червні.
- Ярмарок Буга: святкується в Буга, Валле-дель-Каука, в липні.
- Виставка-ярмарок Піталіто: проводиться в Піталіто в листопаді.
- Ярмарок Флоренція: проводиться у Флоренції (Какета), жовтень-листопад.
- Ярмарок-корида Богота: відбувається з січня по лютий.
- Ярмарок Канделарія: сезон кориди в Медельїні, відбувається в лютому.
- Ярмарки та фестивалі кориди Сан-Єронімо в Малазі: проходять в Букараманга у вересні.
- Ярмарок та корида Картахена.